# Municipio de Conneaut (condado de Crawford)
El municipio de Conneaut (en inglés: Conneaut Township) es un municipio ubicado en el condado de Crawford en el estado estadounidense de Pensilvania. En el año 2000 tenía una población de 1.550 habitantes y una densidad poblacional de 15 personas por km².

## Geografía
El municipio de Conneaut se encuentra ubicado en las coordenadas 41°43′00″N 80°26′59″O / 41.71667, -80.44972.

## Demografía
Según la Oficina del Censo en 2000 los ingresos medios por hogar en la localidad eran de $33,512 y los ingresos medios por familia eran de $40,391. Los hombres tenían unos ingresos medios de $28,669 frente a los $22,557 para las mujeres. La renta per cápita de la localidad era de $14,493. Alrededor del 16,5% de la población estaba por debajo del umbral de pobreza.